# 阿雷佐主教座堂

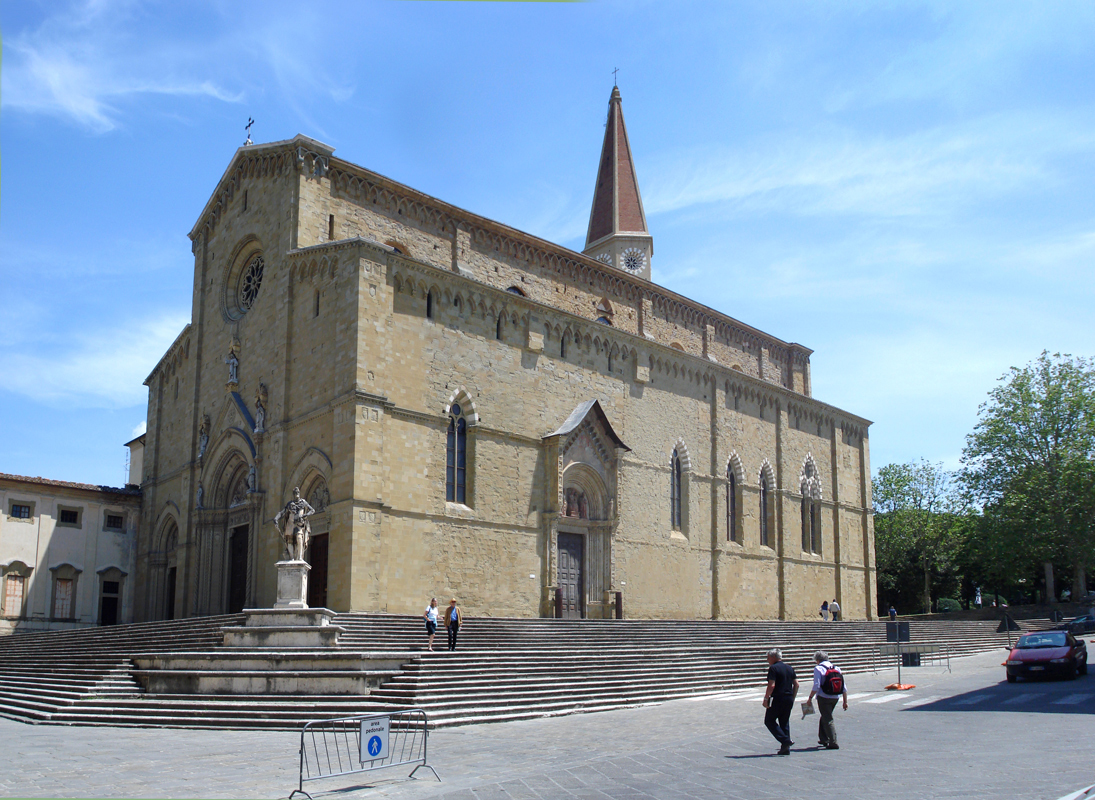
阿雷佐主教座堂

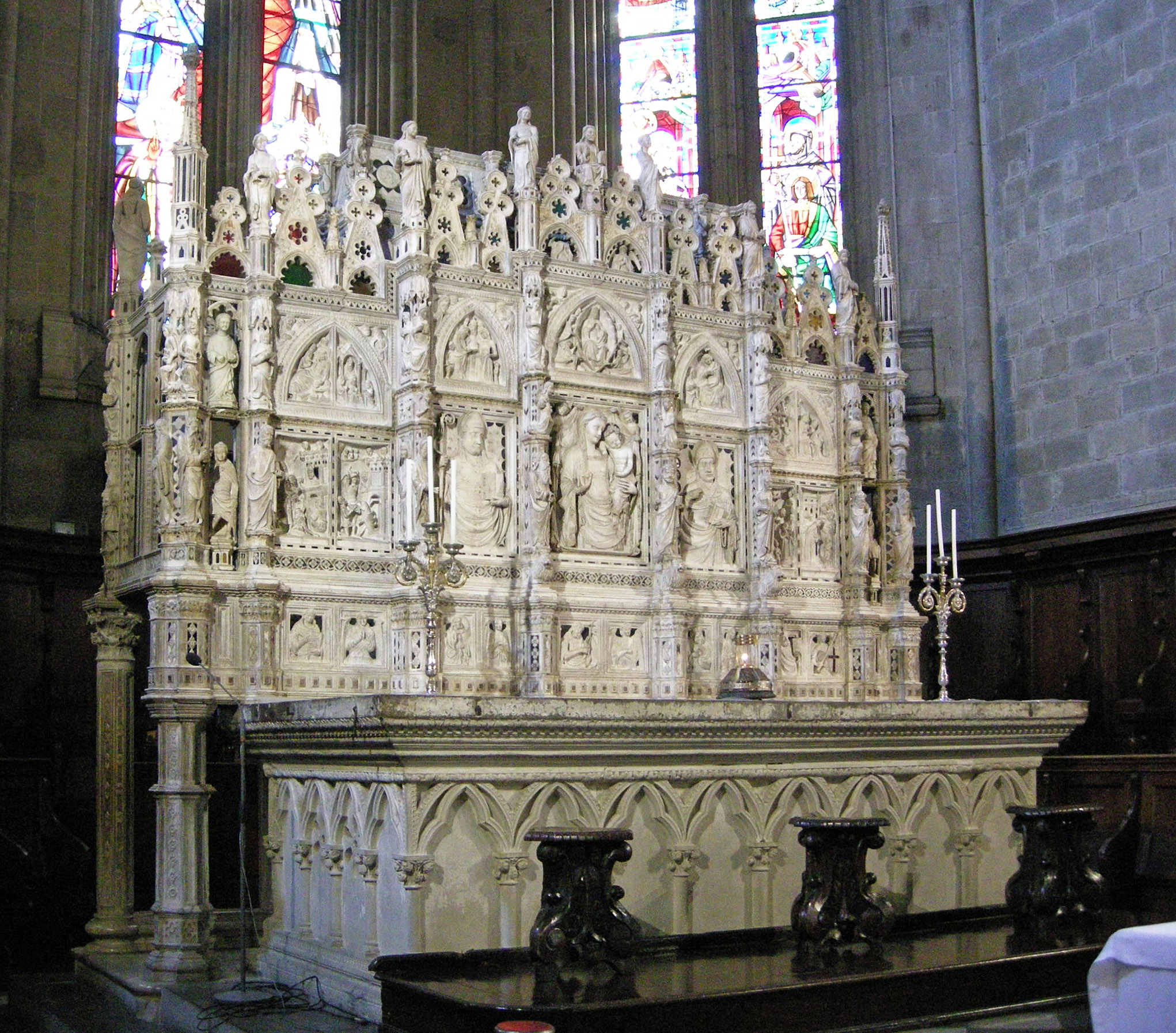
Arch of St. Donatus.

阿雷佐圣多拿道主教座堂（Cattedrale di Ss. Donato e Pietro）是天主教阿雷佐-科尔托纳-圣塞波尔克罗教区的主教座堂，位于意大利托斯卡纳大区阿雷佐。
该堂原在城外，363年圣多拿道殉道的地点。1203年迁入城墙内现址，但失去了圣多拿道的圣髑。目前的教堂建于1278-1511年。立面建于1901-1914年。

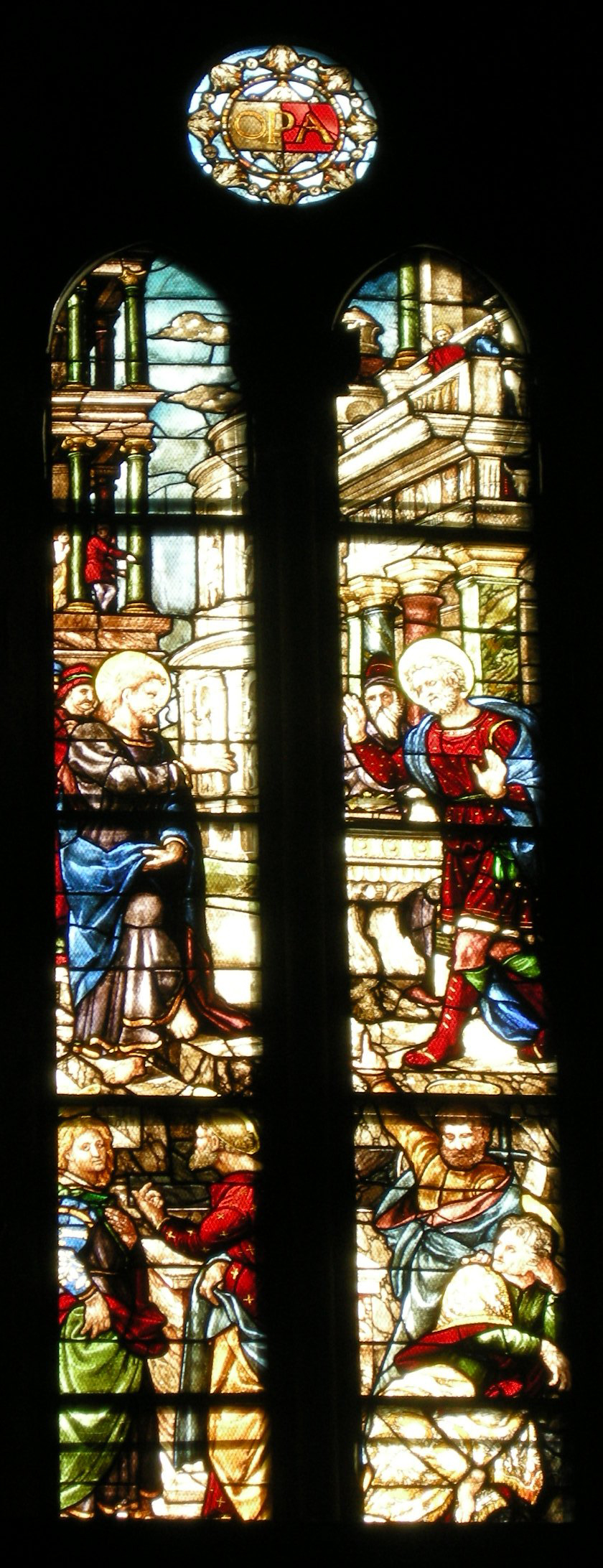
Vocation of St. Matthew (1519-1521).

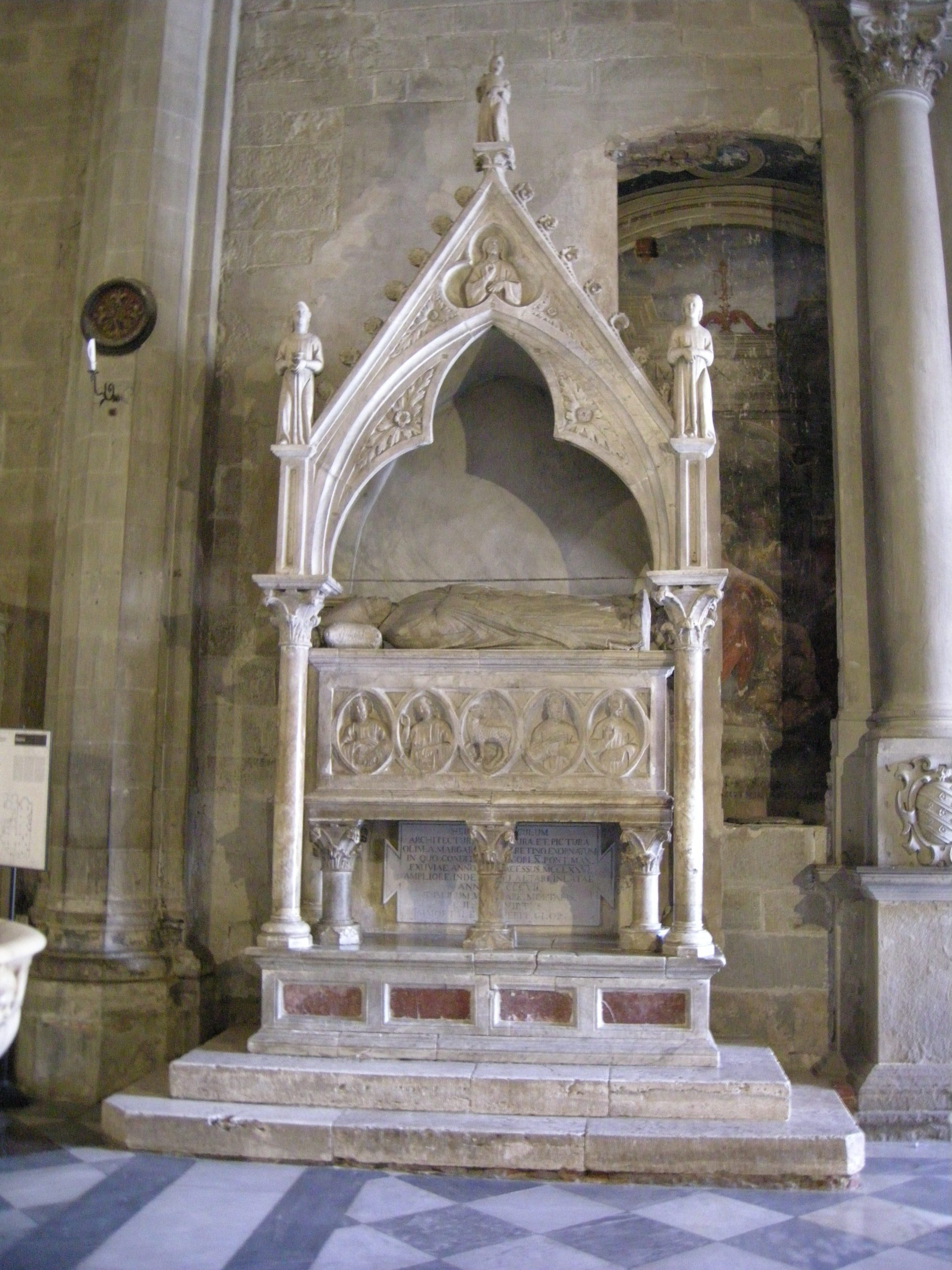
教宗額我略十世墓